# Plaza de la Villa (Amer)
La plaza de la Villa es una obra en el pueblo de Amer, situado en la comarca de Selva, en la provincia de Gerona, España. La plaza está protegida como Bien Cultural de Interés Local.

## Descripción
La plaza Mayor o plaza de la Villa, conocida popularmente cómo la plaza porchada, ocupa el centro de la población de Amer.
La plaza es de planta rectangular y, a pesar de estar abierta a la circulación de automóviles, el centro está limitado por bancos de hormigón y es de uso peatonal. Tiene la particularidad que todos los porches son diferentes. Pero el que de verdad le otorga la personalidad no son los árboles, ni las plantas ni las flores, inexistentes, sino los adoquines, portadas de diferentes poblaciones catalanas a principios de los 80 del XX . Los pueblos en los cuales hay adoquines en la plaza principal son: San Hilario Sacalm, Mataró, Sabadell, Olot, Vich, Santa Coloma de Farnés, Barcelona, Gerona, Figueras,Badalona, La Bisbal del Ampurdán, Tarrasa y Palamós.